# Investigation (film)
Investigation of Razsledvane (Bulgaars: Разследване) is een Bulgaarse psychologische thriller uit 2006, geschreven en geregisseerd door Iglika Triffonova. De film werd uitgebracht op 2 september 2006. 
Investigation won de Best Balkan Film en Best Bulgarian Feature Filmprijs op het Sofia International Film Festival van 2007.

## Verhaal
Een man wordt verdacht van moord op zijn broer. Een overtuigend bewijs ontbreekt echter, en de verdachte, Plamen, hult zich in hardnekkig stilzwijgen. Alleen een bekentenis kan de zaak tot een oplossing brengen. De vrouwelijke rechercheur Alexandra krijgt drie weken de tijd om Plamens schuld te bewijzen. Alexandra interviewt familieleden en collega's van de overledene en voert de psychologische druk op. 's Nachts wordt Plamen ondervraagd. De spanning tussen vervolger en verdachte groeit en het intense contact tussen de twee blijft niet zonder gevolgen voor hun privé-levens.